# Holztechnikum Rosenheim
Das Holztechnikum Rosenheim war eine Fachschule für Holztechnik in der oberbayerischen Stadt Rosenheim, die 1925 gegründet wurde und bis 1970 bestand. Sie diente der Ausbildung von Werkmeistern, Technikern und Ingenieuren für die Holzindustrie.

## Geschichte

### Präparandenschule
1909 beschloss die Stadt Rosenheim, eine Präparandenschule zu bauen. Im Folgejahr begannen die Bauarbeiten für das Gebäude, in welchem sich später das Holztechnikum befand, 1911 wurden sie abgeschlossen.

### Gründung
1925 wurde das Holztechnikum unter anderem vom Rosenheimer Sägewerksbesitzer Hugo Laue (1869–1956) am Max-Josefs-Platz 20 gegründet. Im Mai 1925 lernten an der Schule 22 Personen, den Abendkurs für Meister und Gehilfen besuchten 12 Personen. Am 7. Januar 1925 wurde die Schule mit einem Vorkurs eröffnet.

### Finanzielle Schwierigkeiten
Die Schule finanzierte sich ursprünglich ausschließlich durch Schulgeld. Ende 1925 geriet sie jedoch in finanzielle Schwierigkeiten, da die Einnahmen durch das Schulgeld nicht reichten. Der damalige Schulleiter Ernst Schlegel konnte die Gehälter der Lehrkräfte nicht mehr zahlen und musste die Schule verlassen, sogar seine Villa in Bad Aibling wurde versteigert.
Zur Rettung der Schule gründeten Rosenheimer Holzunternehmer im September 1925 die „Vereinigung zur Förderung einer Holzfachschule“, der sich auch die Stadt Rosenheim anschloss. Die Stadt überließ der Schule außerdem die Räumlichkeiten in der ehemaligen Präparandenschule an der Prinzregentenstraße 62. Die Gebäude boten neben Unterrichtsräumen auch eine Turnhalle und eine Dienstwohnung für den Hauptlehrer.
1926 fand eine entscheidende Hauptversammlung statt, auf der weitere finanzielle Zusagen gemacht wurden. Die Stadt sicherte eine Unterstützung von 1.000 Mark zu, der Sägewerksverein steuerte 1.500 Mark bei, und der Förderverein nahm ein Darlehen auf. Es gab eine Debatte über den Namen der Schule: Die Regierung bevorzugte den Begriff „Fachschule“, doch die Versammlung setzte sich für „Technikum“ ein, schließlich akzeptierte das Ministerium jedoch den Namen „Holztechnikum Rosenheim“.

### Verstaatlichung und weitere Entwicklung
Im Jahr 1943 erfolgte die Verstaatlichung der vormals privaten Schule und die Umbenennung in "Staatsbauschule Holztechnikum Rosenheim". 1950 wurden das Holzwirtschaftsstudium und der Lehrgang Sägewerkstechnik eingeführt, woraufhin im Jahr darauf die Umbenennung in "Staatliches Holztechnikum Rosenheim / Staatliche Ingenieurschule" erfolgte. Im Jahr 1953 wurde ein Ingenieurstudium mit einer Dauer von sechs Semestern eingeführt. 1958 wurden am Standort der heutigen Hochschule Übungs- und Versuchsanlagen erbaut. 1962 erfolgte die Umbenennung der Schule in "Staatliche Ingenieurschule für Holztechnik – Staatliches Holztechnikum Rosenheim". 1964 trennten sich die Techniker- und Ingenieurschule voneinander ab. Im Jahr 1967 kam mit der Kunststoffverarbeitung ein neuer Schwerpunkt hinzu.

### Umzug
1969 wurde ein neues Studiengebäude in der Marienberger Straße errichtet. Im Jahr darauf wurde die höhere Wirtschaftsschule eröffnet und das Holztechnikum zog an die Marienbergerstraße um. Im ehemaligen Schulgebäude wurde eine Grundschule eingerichtet. Mit Inkrafttreten des Bayerischen Fachhochschulgesetzes im Jahr 1971 wurden die bisherigen Schulen und Studiengänge zur "Staatlichen Fachhochschule Rosenheim" zusammengefasst.

## Unterrichtsinhalte
Die Ausbildung war gestaffelt: Werkmeisterkurse dauerten ein Jahr, Techniker wurden in 18 Monaten ausgebildet und der Ingenieurkurs dauerte zwei Jahre. Die Eingangsvoraussetzungen variierten: Für den Ingenieurkurs war eine abgeschlossene Obersekunda erforderlich, für andere Lehrgänge genügten ein Volksschulabschluss und das 17. Lebensjahr.
Der Lehrplan umfasste mehrere technische und kaufmännische Fächer. Im Vorkurs wurde über 48 Wochenstunden unterrichtet, darunter Zeichentechnik, Deutsch, Rechnen, Algebra und Planimetrie. In den fortgeschrittenen Kursen kamen Fächer wie Elektrotechnik, Maschinenelemente, Baukonstruktionslehre, Holzbearbeitung, Holzvermessung, Kalkulation sowie Grundlagen des Holzhandels hinzu.